# Мононен, Лаура
Лаура Катариина Мононен (девичья фамилия — Ахерво) (фин. Laura Katariina Mononen (Ahervo); 5 октября 1984 года, Лохья, Финляндия) — финская лыжница, бронзовый призёр чемпионата мира 2017 в эстафете.

## Биография
Лаура Мононен родилась 5 октября 1984 года в финском городе Лохья. В 20 лет финская лыжница дебютировала на соревнованиях, проводимых под эгидой FIS: на домашнем этапе Континентального кубка в Валкеакоски Лаура стала 29-й в гонке с раздельным стартом на 5 км.
8 марта 2009 года финка дебютировала на этапах Кубка мира, но гонку на 10 км свободным стилем провела неудачно, показав лишь 56-е время.
За всю свою карьеру Мононен пока так и не стала призёром на этапах Кубка мира в личных дисциплинах, однако дважды помогла своей сборной подниматься на вторую ступеньку пьедестала почёта.
Главным достижением для финской лыжницы является бронзовая медаль домашнего чемпионата мира 2017 года в эстафете.
В 2018 году Лаура отобралась на Олимпийские игры, однако не смогла проявить себя: в индивидуальной гонке она стала 23-й, а в скиатлоне — 19-й.

## Результаты

### Олимпийские игры
| Олимпийские игры | Спринт | Командный спринт | 10 км | 7,5+7,5 км | 30 км | Эстафета |
| ---------------- | ------ | ---------------- | ----- | ---------- | ----- | -------- |
| 2018 Пхёнчхан    | —      | —                | 23    | 19         | —     | —        |

### Чемпионаты мира по лыжным видам спорта
| Чемпионат мира | Спринт | Командный спринт | 10 км | 7,5+7,5 км | 30 км | Эстафета |
| -------------- | ------ | ---------------- | ----- | ---------- | ----- | -------- |
| 2015 Фалун     | —      | —                | 33    | —          | —     | —        |
| 2017 Лахти     | —      | —                | 14    | 13         | 18    | 3        |
| 2019 Зефельд   | 54     | —                | 14    | 12         | 18    | 6        |